# Bunbuku chagama
 (septembre 2024).
La mise en forme du texte ne suit pas les recommandations de Wikipédia : il faut le « wikifier ».
Les points d'amélioration suivants sont les cas les plus fréquents. Le détail des points à revoir est peut-être précisé sur la page de discussion.
- Les titres sont pré-formatés par le logiciel. Ils ne sont ni en capitales, ni en gras.
- Le texte ne doit pas être écrit en capitales (les noms de famille non plus), ni en gras, ni en italique, ni en « petit »…
- Le gras n'est utilisé que pour surligner le titre de l'article dans l'introduction, une seule fois.
- L'italique est rarement utilisé : mots en langue étrangère, titres d'œuvres, noms de bateaux, etc.
- Les citations ne sont pas en italique mais en corps de texte normal. Elles sont entourées par des guillemets français : « et ».
- Les listes à puces sont à éviter, des paragraphes rédigés étant largement préférés. Les tableaux sont à réserver à la présentation de données structurées (résultats, etc.).
- Les appels de note de bas de page (petits chiffres en exposant, introduits par l'outil «  Source ») sont à placer entre la fin de phrase et le point final[comme ça].
- Les liens internes (vers d'autres articles de Wikipédia) sont à choisir avec parcimonie. Créez des liens vers des articles approfondissant le sujet. Les termes génériques sans rapport avec le sujet sont à éviter, ainsi que les répétitions de liens vers un même terme.
- Les liens externes sont à placer uniquement dans une section « Liens externes », à la fin de l'article. Ces liens sont à choisir avec parcimonie suivant les règles définies. Si un lien sert de source à l'article, son insertion dans le texte est à faire par les notes de bas de page.
- La présentation des références doit suivre les conventions bibliographiques. Il est recommandé d'utiliser les modèles {{Ouvrage}}, {{Chapitre}}, {{Article}}, {{Lien web}} et/ou {{Bibliographie}}. Le mode d'édition visuel peut mettre en forme automatiquement les références.
- Insérer une infobox (cadre d'informations à droite) n'est pas obligatoire pour parachever la mise en page.

Pour une aide détaillée, merci de consulter Aide:Wikification.
Si vous pensez que ces points ont été résolus, vous pouvez retirer ce bandeau et améliorer la mise en forme d'un autre article.
Bunbuku chagama (分福茶釜 ; 文福茶釜), est un vieille légende du folklore japonais racontant l'histoire d'une bouilloire magiques ensorcelée par un vieux bake-danuki transformé en moine, au temple morin-ji à Tatebayashi.

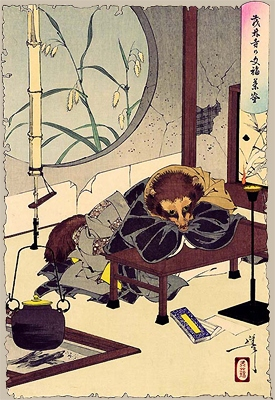
Illustration du moine Shukaku sous sa forme de tanuki par Tsukioka Yoshitoshi, 1889-1892

Cette légende a été liée à plusieurs comtes populaires racontant l’histoire d’une bouilloire à thé provenant d’un temple bouddhiste, transformée en petit animal, sauvée par un homme qu’il récompense pour sa gentillesse.

## Vue d’ensemble

### Généralités
Dans toutes des versions, est mentionné la présence d’un temple bouddhiste, souvent le temple morin-ji, situé à proximité de la localité de Tatebayashi, dans la préfecture de Gunma, dans lequel vit un moine du nom de Shukaku. Dans la plupart des cas, ce dernier a possédé la bouilloire avec lui au cours de l’histoire. La partie légendaire ou magique du récit, fait état d'une bouilloire faisant quelque chose d'inhabituel, ainsi que d'un animal doté de pouvoirs magiques, généralement un tanuki (Nyctereutes procyonoides), mais des variantes plus anciennes, parlaient d’un renard (Vulpes vulpes). Le récit de la bouilloire magique, se découpe en deux versions majeures : un conte transmis dans la littérature infantile et une légende locale faisant la promotion d'un lieu.

### Le conte

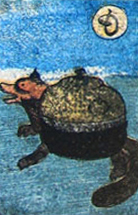
Un tanuki-bouilloire illustré sur une Obake-karuta, début du XIXe siècle.

Un moine au temple morin-ji, fut un beau jour surpris de voir que la bouilloire qu’il venait de se procurer, craindre la chaleur et se voir pousser des pattes et une queue. Affolé par le caractère surnaturel de la bouilloire-animal, le moine l’éjecte hors du temple. Cette dernière fut recueillie par un homme de basse condition (brocanteur, ferrailleur, etc.). La bouilloire montrant sa forme animale, reconnaissante, lui propose de mettre son caractère insolite ainsi que ses talents d’acrobate(de funambule notamment) à profit pour remercier son sauveur. Les prestations de la petite créature firent sensations jusqu’à arriver aux oreilles des autorités qui le convoquèrent pour lui demander de présenter les performances de la bouilloire magique. Après cela, l’homme devint suffisamment riche qu’il n’eut plus besoin de la petite bouilloire et en signe de gratitude, il revient au temple morin-ji, la restituer à son propriétaire.

### La légende du templemorin-ji
Dans la légende associé au conte, véhiculée par d’anciennes variantes et illustrations, associée à la version réelle de la bouilloire, présente au sein du temple morin-ji à Tatebayashi,, le moine Shukaku était en fait l’animal en question. Transformé en humain depuis longtemps, il aurait apporté le bonheur aux gens qui venaient le voir. Il possédait la fameuse bouilloire qu’il ensorcelait grâce à ses pouvoirs magiques. Il était raconté que lors d'une cérémonie réunissant un milliers moines, la bouilloire aurait servi à préparer du thé pendant une journée entière sans jamais s'épuiser.

### Analyse
Les contes populaires de renards ou de tanukis transformés en bouilloire sont répandus à travers le Japon, notamment dans les régions à l’Est du pays. Dans ces récits, l'animal se transforme en bouilloire pour aider un humain, souvent un moine, à s'enrichir en la vendant. Les récits où le tanuki réalise des performances artistiques sont plus rares. Selon les études folkloriques et les recherches sur les contes populaires, ces récits sont généralement liés à des histoires de gratitude entre hommes et animaux. Par conséquent ce récit est classé avec d'autres productions comparables comme « Le renard et le marchand de chevaux » ou « La renarde courtisane ». Dans les kusazōshi de l'époque d'Edo, ces récits prennent souvent une tournure comique[réf. nécessaire].

## Étymologie
Le mot chagama ; 茶釜, se constitue des mot cha ; 茶 pour désigner le thé, ainsi que du mot kama ; 釜 désignant un récipient semblable à un ustensile permettant de chauffer ou cuire les aliments, comme un chaudron. Mais dans ce contexte, chagama peut se traduire par des termes comme bouilloire ou encore théière.
Il existe plusieurs théories concernant l'origine du nom bunbuku. Pour désigner la fameuse bouilloire. Une des hypothèses suggérées est que le terme bunbuku est un mot onomatopéique imitant le bruit de l'eau en ébullition,.
Le caractère 福 ;  buku, fuku dans le nom, peut signifier des termes comme « bonheur » ou encore « chance », associé au caractère 分 ; bun, il permet de former le mot 分福 ; bunbuku, qui évoque le « partage du bonheur ». Cette théorie se base sur le récit d'origine entourant le temple morin-ji et l'essai Kasshi yawa qui contiendrai une copie confirme du récit « d’origine », ou du moins, le plus conformes aux versions actuelles.
Une autre théorie prétend que le nom correct serait Bunbuka (文武火), formant un jeu de mots avec  les termes bunka ; flamme douce et buka ; flamme intense. Cette explication est, par exemple, mentionnée dans l'ouvrage Konjaku Hyakki Shūi par Toriyama Sekien.

## Origines

### Origines de la légende du templemorin-ji

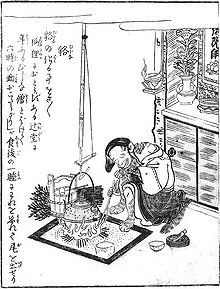
Illustration de Shukaku, désigné sous le nom de Mujina (狢) par Toriyama Sekien dans le Konjaku Gazu Zoku Hyakki (今昔画図続百鬼).

Selon toute vraisemblance, la version du comte de l’animal-bouilloire serait liée d’une manière ou d’une autre à la légende de la bouilloire du tanuki Shukaku Le comte transmis au Japon au cours du XIXe siècle, serait issue d’un récit populaire transmis au début de la période Édo, voire dans une période antérieur, où les tanukis étaient alors désignés sous le nom de mujina, plus particulièrement dans la partie Est du Japon, où est transmis le récit.
Le moine Shukaku avait accompagné le prêtre fondateur du temple Morin-ji pendant l'ère Ōei, aux alentours de 1426) ; puis, au service du 7e abbé, Shukaku fit apparaître un ustensile évoquant une bouilloire voire un chaudron, capable de fournir de l'eau chaude jour et nuit sans jamais se vider, permettant ainsi de servir du thé à plus de mille personnes. Tel fut le cas, à l'occasion d’un service bouddhique tenu en 1570. Shukaku expliqua alors que la bouilloire qu’il désigna lui-même sous le nom de Bunbuku chagama, tirait son nom des huit vertus qu’elles partageraient : Elle procurait absence de soif, dons pour les arts savants et martiaux, intelligence, courage, chance, prospérité et longévité.
Quant à ce qu'est devenu Shukaku, pendant le mandat du 10e abbé du temple, des rumeurs auraient commencé à circuler selon lesquelles il devient soudainement couvert avec une queue touffue lui sortant du bas du dos. Shukaku aurait alors avoué être un bake-danuki chinois, vieux de plusieurs milliers d'années. Après avoir entendu les sermons de Bouddha Sakyamuni au Pic de l'Aigle sacré, il se serait rendu dans l'Empire Tang, puis au Japon où il aurait vécu depuis environ 800 ans, d’autres version parlent de 800 en Inde et 1 000 ans en Chine où il serait venu au Japon, accompagné de l’alchimiste Xu fu. Avant de partir, il aurait montré à ses amis des visions de la bataille de Yashima et du Bouddha prêchant devant une foule de saints bouddhistes (rakan),,.
Le fait que ce vieux tanuki ait d'abord vécu en Inde puis en Chine avant de venir au Japon ressemble à l’histoire de Tamamo-no-Mae, la légendaire renarde à neuf queues, et cette histoire aurait est considéré comme étant modelé sur cette légende de renarde.
Cette légende est documentée dans les récits d'origine concernant le temple Morin-ji et la bouilloire, ont été publiées dans plusieurs éditions par le temple Morin-ji sous le titre 分福茶釜略縁起 (Bunbuku chagama ryakuengi) qui aurait été édité pour la toute première fois 1587, mais d’autres sources supposent qu’elle daterait probablement de l'ère Genroku ou vers une période situées aux alentours 1700. Il s’en suivra d’autres éditions ultérieurs, non datées, mais ayant vues le jour au début du XIXe siècle. Parmi ces éditions, figurent celle de se trouvant dans l’essai Kasshi yawa 甲子夜話, publiée entre 1821 et 1841 par Kiyoshi Matsura. Puis un autre texte publié ultérieurement par un autre auteur, sous le nom Bunbuku chagama ryakuengi.

### Origines du conte du tanuki-bouilloire

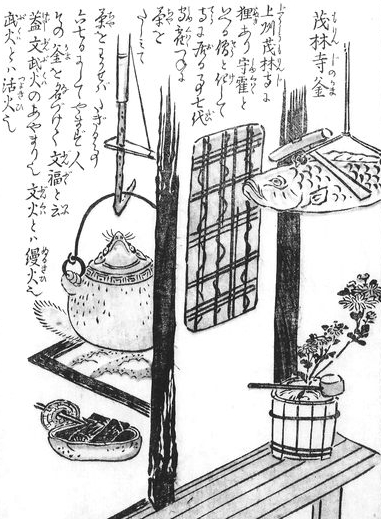
Illustration du tanuki bouilloire, désignée sous le nom de morin-ji no kama par Toriyama Sekien dans le Konjaku Gazu Zoku Hyakki (今昔画図続百鬼)

Il existe plusieurs exemples de kusazōshi (récits littéraires illustrés) présentent des histoires similaires à Bunbuku Chagama. La plus ancienne est 『京東山化け狐 (Kyō Higashiyama bake gitsune, « le bake-kitsune de kyō higashi »), publiée vers les ères Enpō et Tenna (dans une période aux alentours de 1680). Il s'agit d'une histoire mettant en scène un bake-kitsune, un esprit-renard.
L'édition Bunbuku Chagama illustrée par le peintre Kondō Kiyoharu date de l'ère Kyōhō (1716–1736) et en est une adaptation, remplaçant certains rôles, notamment celui du renard par un tanuki également désigné sous le nom de mujina. Dans cette version, un serviteur de la maison Higashiyama à Kyoto, nommé Bunbuku, tente de capturer un tanuki pour le cuisiner. Le tanuki, acculé, se transforme en bouilloire, mais est placé sur le feu, ce qui provoque la moquerie des moines : « la théière Bunbuku a une queue ».Le tanuki, brûlé, reprend alors sa forme animale et riposte. Dans cette version, ce dernier utilise son énorme scrotum pour recouvrir les moines, Cependant, il finit attrapé et les moines s’en irent l'offrir au seigneur Ashikaga Yoshimasa, qui leur pardonne.
Une autre édition similaire, imprimée par Urokogataya (date inconnue), présente un mujina qui se venge après avoir été presque transformé en soupe ,. Ici, la moquerie des moines est remplacée par « la bouilloire Bunbuku a des poils », une phrase courante depuis l'époque Genroku. Cette phrase apparaît dans des œuvres comme Sōsei Sumidagawa (1720) de Chikamatsu Monzaemon, et est expliquée dans Honchō zoku gen shi de Kikuoka Senryō comme se référant aux poils du propriétaire de la théière, en lien avec la légende de Shukaku.

## Variantes
Parmi les différentes versions du récit, celle racontée Iwaya Sazanami dans ses contes de fées est celle qui s'est largement popularisée. Le résumé de cette version est le suivant :
Dans le pays de Kōzuke (actuelle Tatebayashi, préfecture de Gunma), un moine du temple Morin-ji, amateur de thé, achète une bouilloire et la ramène au temple. Un jour, alors que le moine s'assoupit, la théière se transforme, faisant apparaître une tête, une queue et des pattes. Les jeunes apprentis découvrent la scène et sèment la panique, mais le moine refuse d'y croire. Cependant, lorsqu'il tente de chauffer de l'eau avec la bouilloire sur un brasero, celle-ci révèle sa véritable nature en poussant des pattes et en s'échappant[réf. nécessaire].
Se sentant trahi, le moine vend la théière à un marchand ambulant. Durant la nuit, la bouilloire révèle sa vraie identité : elle est en fait un tanuki transformé, qui se nomme Bunbuku Chagama. Le tanuki explique qu'il a souffert d'être mis sur le feu et frappé pour produire des sons, et qu'il souhaite être bien traité par le marchand, promettant en échange de lui offrir un spectacle d'acrobaties et de danse. Le marchand décide de créer un spectacle de rue, où la théière danse sur une corde tendue au rythme des chants traditionnels, attirant de grandes foules. Le marchand prospère grâce à ce spectacle, partage ses bénéfices avec le temple sous forme de dons, et rend finalement la théière au temple, où elle devient un trésor précieux.
L'image d'un tanuki sortant une tête, des pattes, et tenant un parapluie tout en marchant sur une corde est devenue très répandue et souvent représentée de manière humoristique.

### Autres variantes
Dans son article, Chika Enomoto a recensé 125 exemples de contes populaires (ou récits folkloriques) correspondant à la légende du « Bunbuku Chagama ». Cela inclut, au sens large, toutes les histoires de transformation d’animaux en théière, y compris celles des contes « Le Renard et le marchand de chevaux » ou « La Renarde courtisane ». .
Une légende similaire existe également à Yonezawa dans la préfecture de Yamagata, dans le village de Yokobori, dans le temple Jōkei-in. Cependant, dans cette version, c’est un renard et non un tanuki qui apparaît.

## Analyse du conte
Dans le Nihon Mukashibanashi Shūsei et Nihon Mukashibanashi Taisei, Keigo Seki a classé un groupe de contes populaires similaires sous la catégorie « 237B ; 文福茶釜 (Bunbuku Chagama) ». La structure de ces contes est la suivante :
Un homme, en guise de récompense pour avoir sauvé un animal, ou en le dupant, pousse ce dernier à se transformer en une bouilloire. Il vend ensuite l’objet, souvent à un moine et lorsque celle-ci est polie et nettoyée, elle crie « aïe ». Lorsqu'elle est placée sur le feu, elle crie « chaud » et se met à danser. Dans certaines versions, la bouilloire s’échappe ou retourne chez l’homme, tandis que dans d’autres, elle exécute des danses pour rapporter de l’argent à son propriétaire.
Le motif de la bouilloire dansante, bien connu dans les contes de fées, est toutefois relativement rare dans les récits folkloriques.

### Rôle de l’animal
Seki a inclus plusieurs versions issues de diverses régions du Japon dans son Nihon Mukashibanashi Taisei. L’un des exemples est une histoire recueillie dans le District de Shimoina, préfecture de Nagano, où un vieux brocanteur et un tanuki sont les protagonistes. Cette version a été sélectionnée par Kunio Yanagita comme un exemple type du conte Bunbuku Chagama dans son ouvrage Nihon Mukashibanashi Meii.
Un autre conte similaire, intitulé « 化け茶釜 » (Bake-chagama ou « La bouilloire métamorphosée ») provient du District de Shiwa, Préfecture d'Iwate. Dans les deux versions, l’animal est vendu pour trois ryō et finit par s'enfuir dans la montagne. Bien que les détails varient, les récits partagent des éléments communs tels que la transformation de l'animal en théière et la tromperie[réf. nécessaire].
Le folkloriste Kunio Yanagita a également affirmé que, sur la base du conte originel du « Renard reconnaissant » (Kitsune no ongaeshi), le fondement des contes populaires sur l'interaction entre les humains et les animaux repose sur le concept d'« entraide homme-animal ». Dans ces récits, un animal considéré comme un messager divin (shinshi ; 神使) récompense un humain choisi en lui accordant la richesse. Lorsqu'un humain sauve un animal en danger et reçoit une récompense en retour, cela révèle la bienveillance de la bête, qui sert dévotement son bienfaiteur. Ces histoires peuvent être vues comme des récits transitionnels, passant de l’aide à la gratitude de l’animal[réf. nécessaire].

#### Ambiguïté dans la classification
Le groupe des contes du Bunbuku Chagama est souvent difficile à distinguer d’autres récits d’animaux métamorphes. Kunio Yanagita remarque que ces contes sont fondamentalement similaires, bien qu'ils soient généralement considérés comme distincts,.
Seki partage cette opinion, affirmant que les contes comme Bunbuku Chagama, Le Renard et le marchand de chevaux et La Renarde courtisane appartiennent tous à un groupe plus large de récits du type « L'Apprenti sorcier » (ATU 325) connu en dehors du Japon.